# 労働者福祉中央協議会
労働者福祉中央協議会（ろうどうしゃふくしちゅうおうきょうぎかい、略称：中央労福協（ちゅうおうろうふくきょう）、英語：National Council of Workers’ Welfare）は日本の労働者福祉や社会保障制度の改善をめざして、労働組合、生活協同組合、労働金庫、福祉団体、全国47都道府県に組織されている地方労福協（ちほうろうふくきょう）などの団体で構成する労働者福祉活動のための中央組織である。中央労福協の機関紙は「中央労福協ニュース NEWS LETTER」（月刊）。

## 概要
「連帯・協同でつくる安心・共生の福祉社会」をスローガンに、関係団体と労働者福祉活動の取り組みをすすめている。核たる団体は日本労働組合総連合会（連合）であり、連合の会長が中央労福協の会長も兼任している。労働者福祉活動の一環で、参加団体の共通見解としてプレスリリースを発表したり、行政や各政党らに申し入れを行うこともある。主だった支持政党はないが、連合の主たる支持組織の立憲民主党、国民民主党、社会民主党などとの関係が特に深い。
2015年以降、重点的に取り組む課題として奨学金制度の改善、生活困窮者への支援強化の2点を取り上げている。

## 歴史
- 1949年（昭和24年）8月30日 - 労務者用物資対策中央連絡協議会（中央物体協）として発足する。
- 1950年（昭和25年） - 中央物対協を労働組合福祉対策中央協議会（中央福対協）へと組織再編する。
- 1957年（昭和32年） - 労働福祉中央協議会と改称する。
- 1964年（昭和39年） - 労働者福祉中央協議会（中央労福協）と改称する。

## 主な加盟団体
連合系の労働組合
- 日本労働組合総連合会（連合）[1]
  - 全国繊維化学食品流通サービス一般労働組合同盟[1]
  - 全日本自動車産業労働組合総連合会[1]
  - 全日本自治団体労働組合[1]
  - 全日本電機・電子・情報関連産業労働組合連合会[1]
  - JAM[1]
  - 日本基幹産業労働組合連合会[1]
  - 日本教職員組合[1]
  - 日本基幹産業労働組合連合会[1]
  - 全日本ゴム産業労働組合総連合[1]
  - 全国電力関連産業労働組合総連合[1]
  - 全日本海員組合[1]
  - 情報産業労働組合連合会[1]
  - 全日本運輸産業労働組合連合会[1]
  - 全国交通運輸労働組合総連合[1]
  - 日本紙パルプ紙加工産業労働組合連合会[1]
  - セラミックス産業労働組合連合会[1]
  - 政府関係法人労働組合連合[1]
  - 全国労供事業労働組合連合会[1]
  - 全国コミュニティ・ユニオン連合会[1]

など。
連合系ではない労働組合
- 日本医療労働組合連合会（日本医労連，全労連系）[1]
- 国鉄労働組合（国労,全労協系）[1]
- 全国建設労働組合総連合（全建総連，独立系）[1]

生活協同組合
- 日本生活協同組合連合会（日本生協連）[1]
- 全国住宅生活協同組合連合会（住宅生協連合会）[1]
- 全国労働者共済生活協同組合連合会（こくみん共済 coop）[1]
- 日本再共済生活協同組合連合会（日本再共済連）[1]
- 日本医療福祉生活協同組合連合会（医療福祉生協連）[1]

労働者協同組合
- 日本労働者協同組合（ワーカーズコープ）連合会（労協連）[1]

労働金庫に関する団体
- 全国労働金庫協会（労金協会）[1]
- 日本労働者信用基金協会（日本労信協）[1]

退職者に関する団体
- 日本退職者連合（退職者連合）[1]

そのほかの団体
- 勤労者旅行会（勤労者旅行会）[1]
- ワークネット（ワークネット）[1]
- 全国労働者福祉会館協議会（全国会館協）[1]
- 全国中小企業勤労者福祉サービスセンター（全福センター）[1]